# 利兹国际钢琴比赛
利兹国际钢琴比赛（英語：Leeds International Piano Competition）是一项每三年在英国利兹举办一次的钢琴比赛，在国际上享有威望。

## 历史
1961年由Marion Stein Fanny Waterman和Roslyn Lyons创建，其中Waterman是如今的会长兼艺术总监。第一届比赛于1963年9月举办，位于利兹大学的大厅和利兹市政厅。比赛是国际音乐比赛世界联盟（WFIMC）的成员之一，1965年加入2011年退出。